# Supatá
Supatá là một khu tự quản thuộc tỉnh Cundinamarca, Colombia. Thủ phủ của khu tự quản Supatá đóng tại Supatá Khu tự quản Supatá có diện tích ki lô mét vuông. Đến thời điểm ngày 28 tháng 5 năm 2005, khu tự quản Supatá có dân số 5845 người.